# باتريك كيلر
باتريك كيلر (بالإنجليزية: Patrick Keeler)‏ هو موسيقي أمريكي، ولد في 6 أكتوبر 1975 في ويست هاريسون في الولايات المتحدة.

## وصلات خارجية
- باتريك كيلر على موقع IMDb (الإنجليزية)
- باتريك كيلر على موقع ميوزك برينز (الإنجليزية)
- باتريك كيلر على موقع ديسكوغز (الإنجليزية)